# Sava Babić műfordítói díj
A Sava Babić műfordítói díj egy magyar irodalmi díj, amit Balatonfüred városa, a Fordítóház Alapítvány és a Hamvas Béla Asztaltársaság közösen alapított 2014-ben Sava Babić, szerb hungarológus, műfordító, egyetemi tanár, Balatonfüred díszpolgára emlékére, aki a klasszikus és a kortárs magyar irodalom legnagyobb alkotásait fordította szerb nyelvre.
A díj egy Sava Babić portréját ábrázoló plakettből, amely Kő Pál szobrászművész munkája, valamint egy hetes balatonfüredi vendéglátásból áll a Magyar Fordítóházban. A díjat minden év márciusában, a Hamvas Béla napok keretében osztják ki olyan fiatal, 35 év alatti szerb műfordítónak, aki magyar-szerb viszonylatú műfordítói tevékenységével, vagy tanulmányírói, illetve a hungarológia terén kifejtett esszéírói, filológiai-bölcsészi tehetségével a magyar irodalmi, illetve szellemi-kulturális örökséget magas szinten képes a szerbiai olvasók felé közvetíteni.
A díj fővédnöke Navracsics Tibor, külügyminiszter, a szakmai bizottság tagjai: Szörényi László irodalomtörténész, a Magyar Tudományos Akadémia irodalomtudományi intézetének nyugalmazott igazgatója, Dr. Marko Čudić irodalomtörténész, műfordító, a Belgrádi Egyetem Filológiai Karának Hungarológia Tanszékének docense, Sava Babić tanítványa, Rácz Péter költő, műfordító, a Magyar Fordítóház vezetője, Cserép László, a Hamvas Béla Asztaltársaság titkára és Tóbiás Krisztián költő, a Tempevölgy irodalmi folyóirat szerkesztője.

## Díjazottak
- 2015: Sandra Buljanovic[1]
- 2016: Ivana Ristov[2]